# 萨德基拉县
萨德基拉（Satkhira District）为孟加拉国库尔纳专区辖县，属西南边境县份；1984年自库尔纳县析置。县境西与西孟加拉邦接壤，北与杰索尔县毗邻，东与库尔纳县相连，南临孟加拉湾。全境年平均温度12.5°C至35.5°C，降雨量1,710毫米。县域总面积3,858.33平方（41,530.7平方英尺），总人口1,843,194人（1991）。全县共分置7乡，2自治市（乌帕齐拉），政府驻萨德基拉镇。